# Eulaiades steineri
Eulaiades steineri är en skalbaggsart som beskrevs av Marc Lacroix 1997. Eulaiades steineri ingår i släktet Eulaiades och familjen Melolonthidae. Inga underarter finns listade i Catalogue of Life.